# Sarcophaga sexpunctata
Sarcophaga sexpunctata är en tvåvingeart som först beskrevs av Fabricius 1805.  Sarcophaga sexpunctata ingår i släktet Sarcophaga och familjen köttflugor. Arten är reproducerande i Sverige. Inga underarter finns listade i Catalogue of Life.